# 黑貓歌舞團
黑貓歌舞團為楊三郎在1952年創立，由那卡諾擔任樂師，白鳥生負責編舞，该舞团在短短數年内迅速竄紅，高峰时期擁有近五十名成員。著名團員有文英、白明華、戽斗及阿匹婆等。但后来隨著電影行业的興起，許多台柱演員被挖角，歌舞團逐漸沒落，後於1965年停業。
2022年由黑貓歌舞團資深成員丁祥與資深藝人廖峻等人重組劇團，以「黑貓歌舞劇團」名稱復出，先成立「台灣重現黑貓歌劇演藝文創協會」以建立劇團行政團隊。2023年著手規劃「黑貓歌舞劇團」的歌、舞、劇演出團隊及演出計畫，新聞媒體多以『黑貓回來了』報導黑貓歌舞劇團的復出。